# 三林烈士陵園
三林烈士陵园，位於中華人民共和國上海市浦東新區三林镇三鲁路7681号，建于1987年3月，占地面积6393平方米。1994年1月，经浦东新区管理委员会批准，三林烈士陵园定为浦东新区区级重点烈士纪念建筑保护单位。

## 園內建築
- 一座12米高的金山石纪念碑[1]
- 一尊重三吨多的古铜色雕塑[1]
- 100平方米烈士事迹陈列室，內有38位烈士事迹介绍。薛暮桥為陳列室題字[1][2]
- 400多平方米的烈士墓区，沈干城、毛福余、王圆方等烈士安葬於此[1]
- 1000多平方米的纪念广场[1]
- 12米高的旗杆[1]
- 琉璃瓦六角亭[1]
- 400多平方米的骨灰盒存放室，為普通群眾提供寄存骨灰盒业务[1]